# Окиура, Хироюки
Хироюки Окиура (яп. 沖浦啓之 Окиура Хироюки,  род. 13 октября 1966, Катано, префектура Осака) — японский аниматор, художник по персонажам, режиссёр аниме, работающий в студии Production I.G. Его стиль известен чрезвычайно реалистичной графикой, перфекционизмом и вниманием к деталям.

## Биография
Окиура оставил школу в возрасте 16 лет и начал работать на анимационной студии Anime R, где он обучался под началом Мориясу Танигути. Он известен детализированными эффектами в анимации, например, вертолётной атаки в «Полиция будущего: Восстание», и позднее реалистичной анимацией персонажей, например, в начальной заставке полнометражного фильма «Ковбой Бибоп». Плавность анимации в последней отрицает саму идею ограниченной выразительности в аниме. Карьера Окиуры связана с режиссёрами, заинтересованными в выразительном возрождении аниме, такими как Сатоси Кон, Кацухиро Отомо и Мамору Осии.
Именно Мамору Осии рекомендовал Окиуру на должность режиссёра полнометражного фильма «Оборотни», его первой работы в этой роли. Аниме вышло в 1998 году и получило Minami Toshiko Award на 11-м Yubari International Fantastic Film Festival в феврале 2000, а сам Окиура получил за него награду за личный вклад на Animation Kobe. Следующий его фильм «Письмо для Момо» находился в работе семь лет, его премьера прошла на кинофестивале в Торонто в 2011 году. Он демонстрировался на многих кинофестивалях по всему миру, получив награды на фестивалях в Чикаго, в Нью-Йорке, AniFest в Чехии, Азиатско-Тихоокеанскую премию и номинацию на Энни.

## Работы
Фильмы
- 1984:	Seijuushi Bismarck (ключевая анимация)
- 1985: SPT Layzner (анимация отдельных сцен)
- 1986: Black Magic M-66 (режиссёр анимации)
- 1988: «Акира» (ключевая анимация)
- 1988: Peter Pan (анимация отдельных сцен)
- 1989: Venus Wars (ключевая анимация)
- 1989: «Полиция будущего» (ключевая анимация)
- 1993: «Полиция будущего: Восстание» (анимация — сцена вертолетной атаки)
- 1995: «Призрак в доспехах» (дизайн персонажей)
- 1999: «Оборотни» (автор сценария, режиссёр, дизайн персонажей)
- 2001: «Ковбой Бибоп» (анимация — начальные титры)
- 2004: «Призрак в доспехах: Невинность» (дизайн персонажей)
- 2011: «Письмо для Момо» (автор сценария, режиссёр)
- 2015: Robot on the Road, часть Japan Animator Expo (режиссёр, сценарист)
- 2016: «Твоё имя» (ключевая анимация)

Игры
- 1986: The Goonies (продюсер, дизайн персонажей)
  - 1987: The Goonies 2: Fratelli Saigo no Chousen (продюсер, дизайн персонажей)
- 1988: Snatcher (режиссёр, дизайн персонажей)
- 1997: Metal Gear Solid (анимация)